# Taizō Hirabayashi
Taizō Hirabayashi (jap. 平林泰三 Taizō Hirabayashi; ur. 24 kwietnia 1975 w Miyazaki) – japoński międzynarodowy sędzia rugby union, sędziujący w Top League, cyklu IRB Sevens World Series, a także w rozgrywkach reprezentacyjnych.
Jego ojciec był zawodnikiem i trenerem rugby, toteż Taizō Hirabayashi zaczął uprawiać ten sport w wieku pięciu lat. Uczęszczał do Miyazaki Omiya High School, a następnie studiował na Miyazaki Sangyo Keiei University, grał w szkolnych drużynach rugby, jednak zerwał z jego czynnym uprawianiem podczas studiów skupiając się na nauce. Chcąc pozostać z nim związany w 1994 roku podjął się sędziowania. Po ukończeniu studiów wyjechał do Australii, gdzie prócz sędziowania grał w klubie GPS Rugby, został także wybrany do reprezentacji Queensland w rugby 7.
Po powrocie do Japonii kontynuował karierę pnąc się po szczeblach krajowej hierarchii. W 2003 roku uzyskał uprawnienia klasy A2, w 2004 roku został członkiem krajowego panelu sędziowskiego klasy A1, dwa lata później awansował zaś do najwyższej klasy A. W 2005 roku został pierwszym zawodowym sędzią rugby w kraju. Czterokrotnie otrzymywał wyróżnienie dla najlepszego japońskiego arbitra.
Doświadczenie zbierał na wymianach w Australijskim Terytorium Stołecznym, Nowej Południowej Walii, Queensland czy Waikato Rugby Union. Znajdował się w gronie arbitrów na MŚ U-19 2005 i MŚ U-21 2006, a następnie dwukrotnie na mistrzostwa świata U-20 – w 2008 i 2009 – oraz Junior World Rugby Trophy 2011.
Jako główny arbiter zadebiutował w seniorskich rozgrywkach międzynarodowych w 2006 roku meczem Sri Lanka–Chiny, w kolejnych latach sporadycznie otrzymywał taką rolę. Jako sędzia liniowy uczestniczył natomiast w Pucharze Sześciu Narodów w 2007 i 2008, Pucharze Narodów Pacyfiku oraz innych testmeczach. Będąc członkiem azjatyckiego panelu arbitrów sędziował w Asian Five Nations w 2012 i 2013 oraz w mistrzostwach kontynentu w rugby 7.
Prowadził spotkania cyklu IRB Sevens World Series w sezonach 2006/2007, 2008/2009, 2009/2010 i 2012/2013. Sędziował także w Pucharze Świata 2009, na Igrzyskach Azjatyckich 2010, Igrzyskach Panamerykańskich 2011 (w tym finał) oraz w żeńskim turnieju China Women’s Sevens 2013.
Żonaty, dwójka dzieci.